# Chott El Djerid

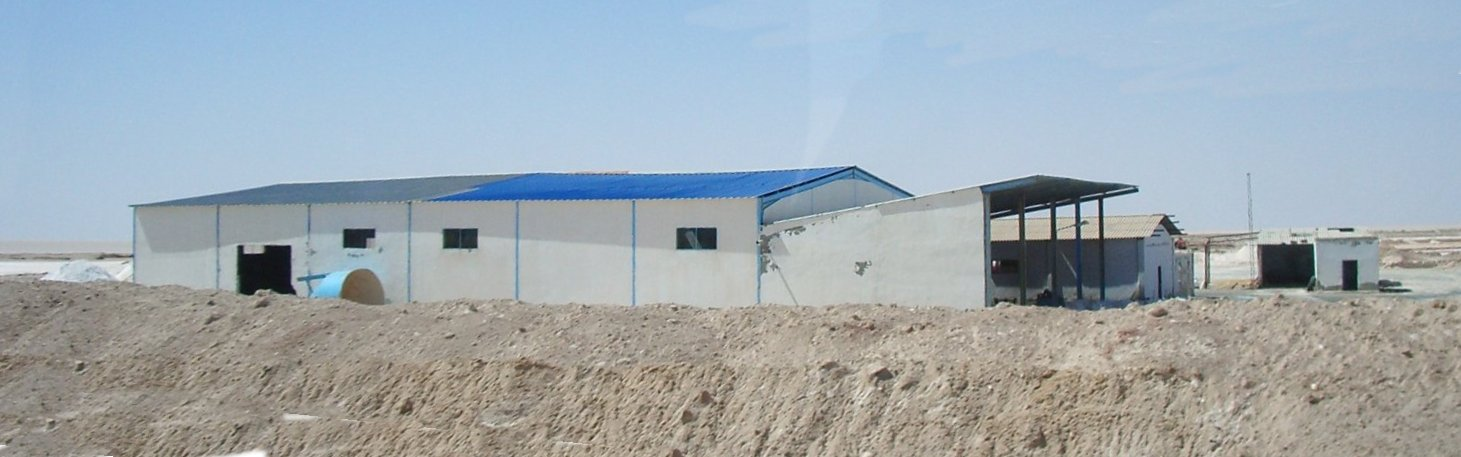
Factoria de sal a Chott El Djerid

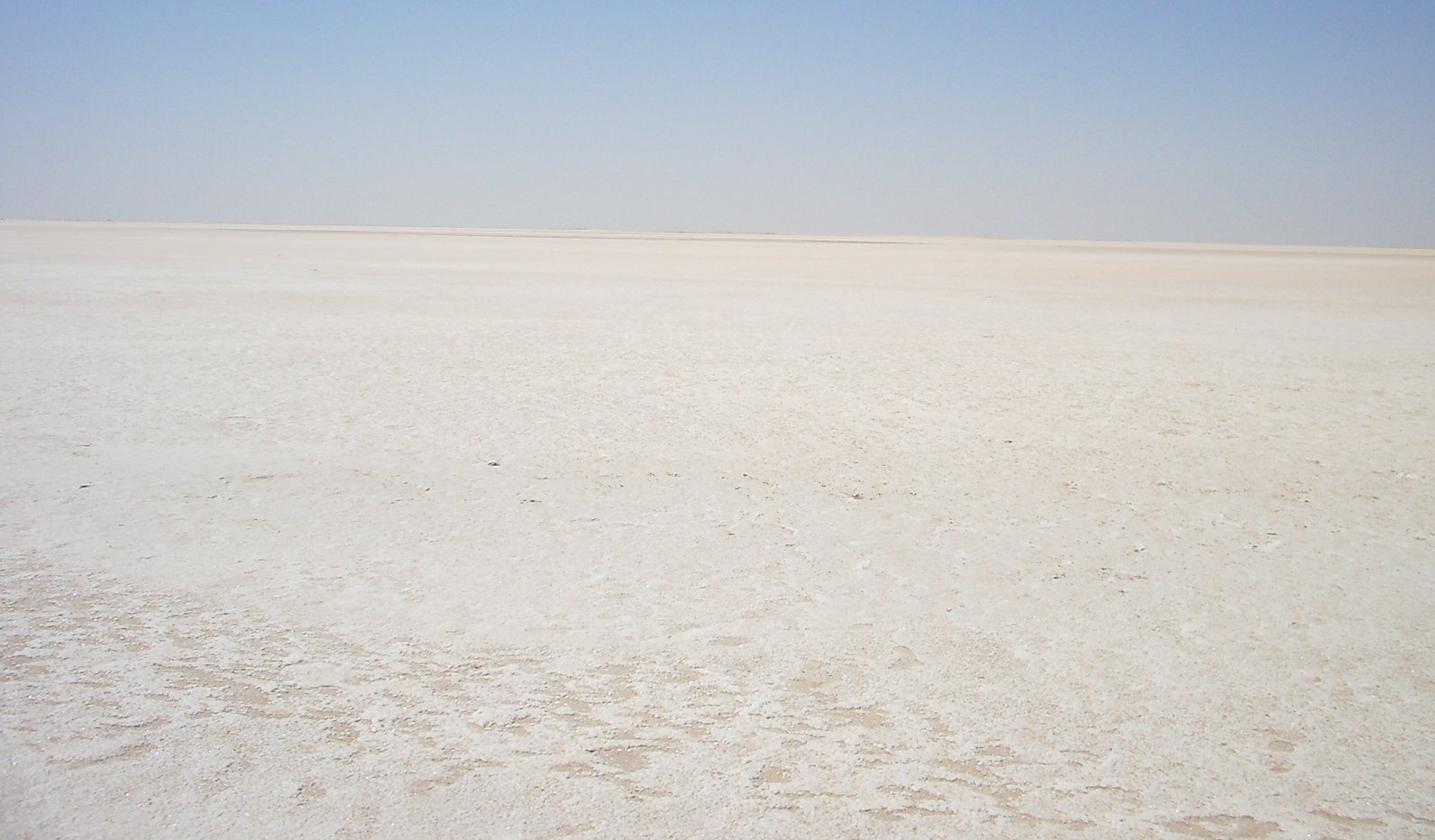
Chott El Djerid

Chott El Djerid (àrab: شط الجريد, xaṭṭ al-Jarīd, pronunciat localment xott al-Jarid, que es pot traduir com ‘xot de les Palmeres'; també transcrit, en francès, Chott el-Jérid) és una gran extensió de terreny erm salí o xot, que forma una depressió que antigament fou un llac d'aigua salada. La seva superfície és d'uns 5.000 km². Al nord-est, es perllonga en el Chott El Fedjaj, que arriba fins prop de Gabès (fins a uns 30 km al nord-oest). Té al nord les ciutats de Tozeur i de Nefta entre d'altres més petites, i a l'est la de Kébili; el sud i oest està pràcticament deshabitat. Molt proper a la part nord-oest, hi ha el Chott El Gharsa, part de la mateixa depressió. El xot està dividit entre la governació de Tozeur (part occidental) i la governació de Kébili (l'oriental). Només té aigua permanent a la zona central, i més a les vores arriba a tenir aigua quan plou, però s'evapora ràpidament i deixa a la vista la sal. Només s'aprofita la sal del Chott El Djerid (els altres xots no en tenen prou), aprofitament encarregat a la societat Sahara Sal, que té més de 50 treballadors en una factoria situada a la carretera (construïda per l'exèrcit tunisià) entre Tozeur i Kébili i que creua el xot a la part nord. La carretera té uns 43 km (la distància de Tozeur a Kébili és d'uns 80 km).
La seva profunditat en relació al nivell del mar és d'uns 15 metres. Un sòl argilós sense gens de vegetació amb una fina capa de sal i arena barrejades, amb zones d'estepa halòfila (que els tunisians anomenen hamdha), on pasturen els camells, de vegades salvatges. Com que la pluja és inferior en general als 150 mm a l'any, el xot no sol estar inundat; l'aigua que n'ocupa la part central prové de les capes freàtiques més que de les pluges, ja que l'evaporació s'emporta fins a set vegades més que la que es recull. Dues capes freàtiques més fondes a les lliteres geològiques corresponents al Cretaci inferior, al Miocè i al Plistocè entre 300 i 2.500 metres.
El Chott El Djerid està declarat àrea d'importància natural des del 1949.

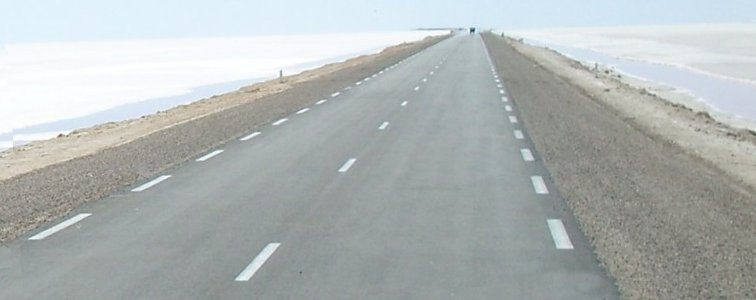
Carretera pel mig del Chott El Djerid
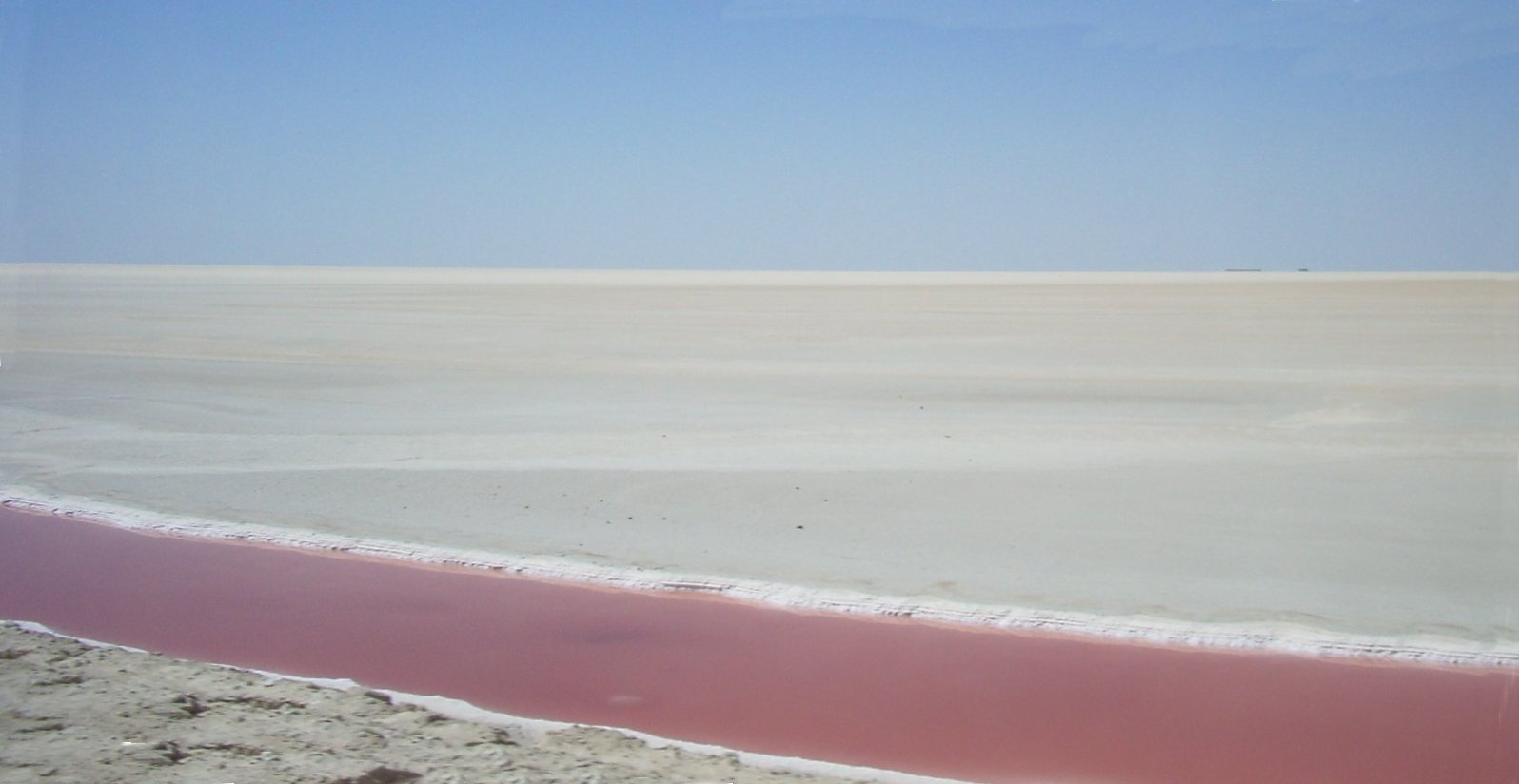
Riu artificial al Chott El Djerid
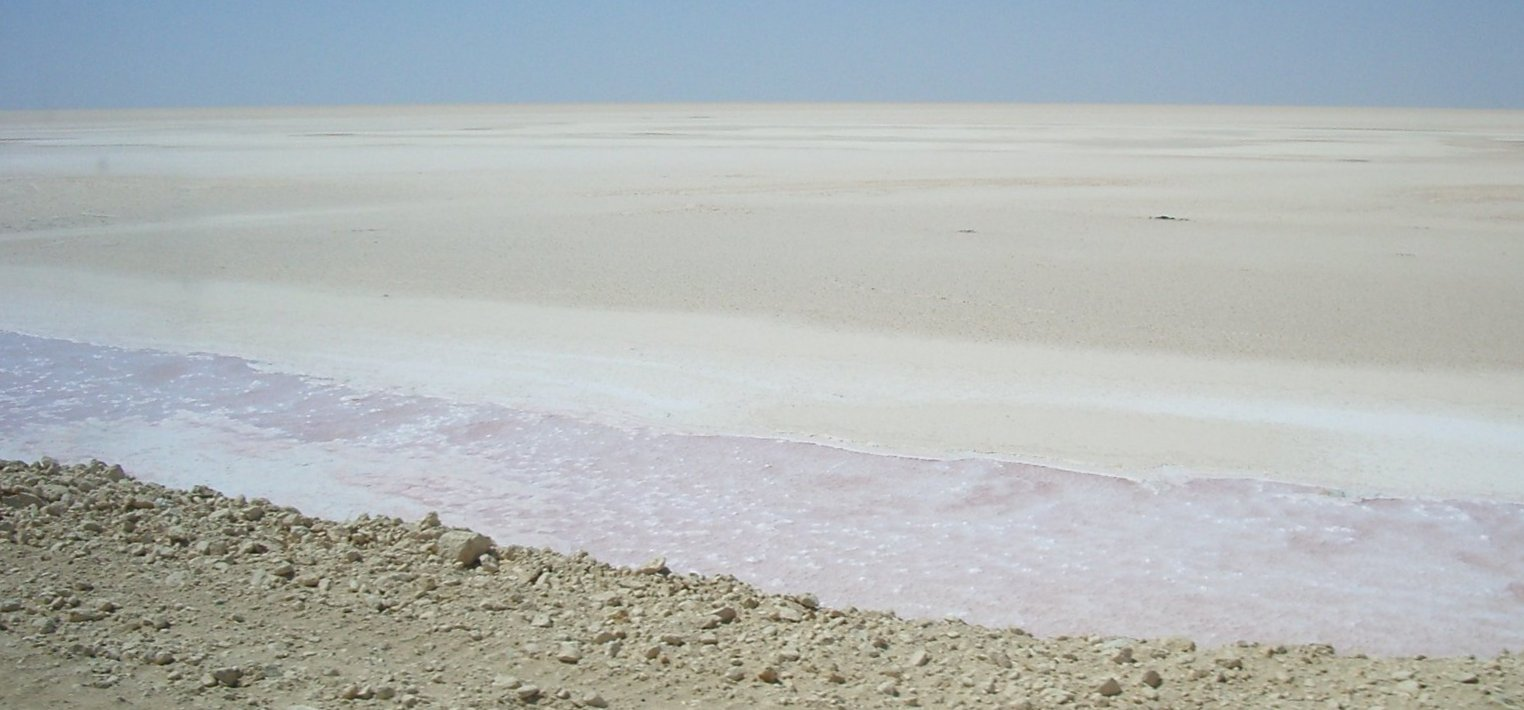
Aigua i arena
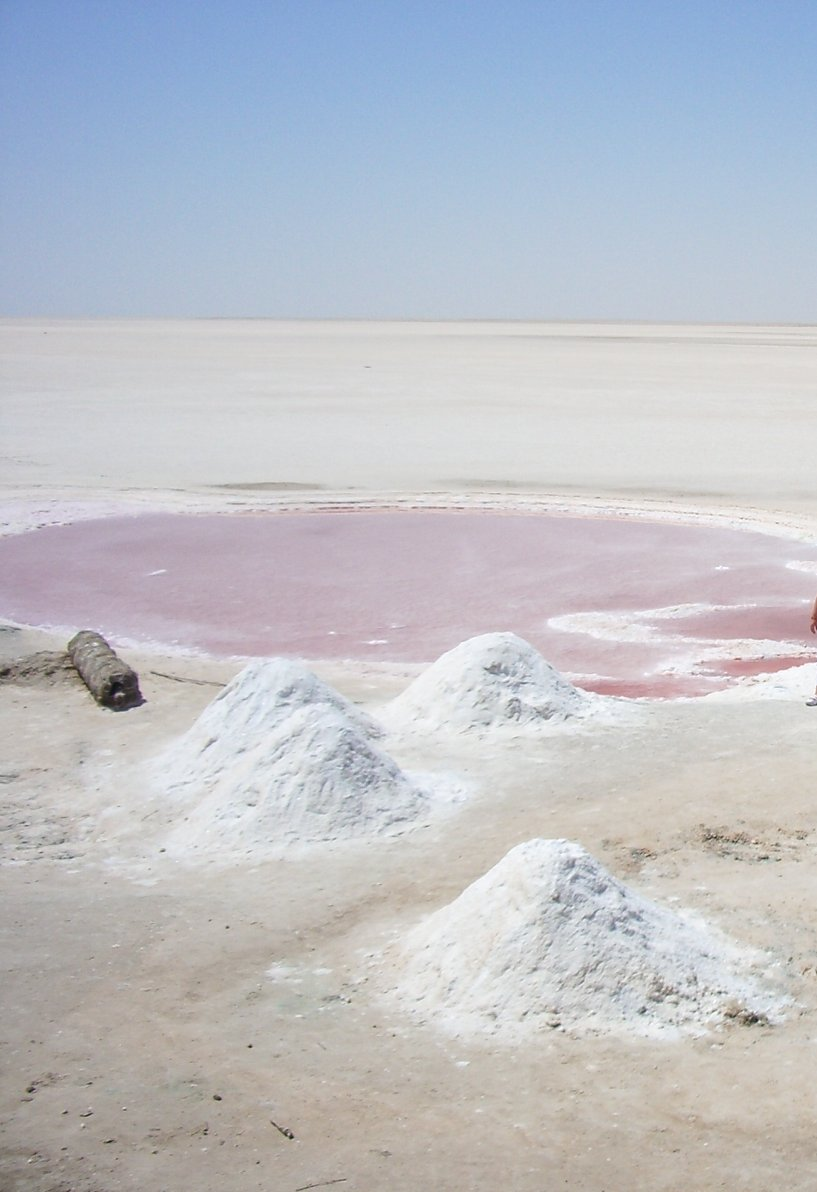
Sal recollida
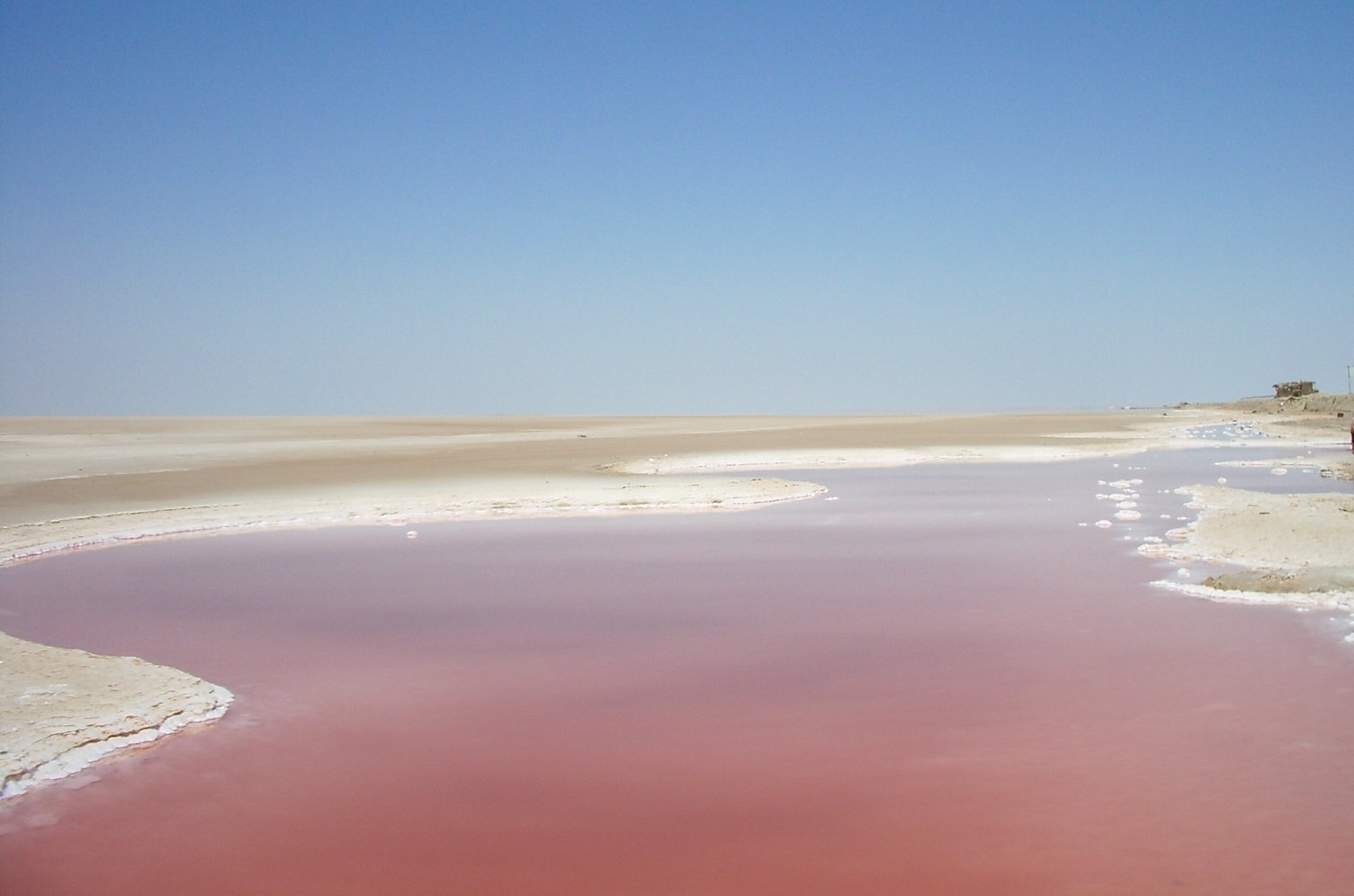
Aigua entollada per fer sal
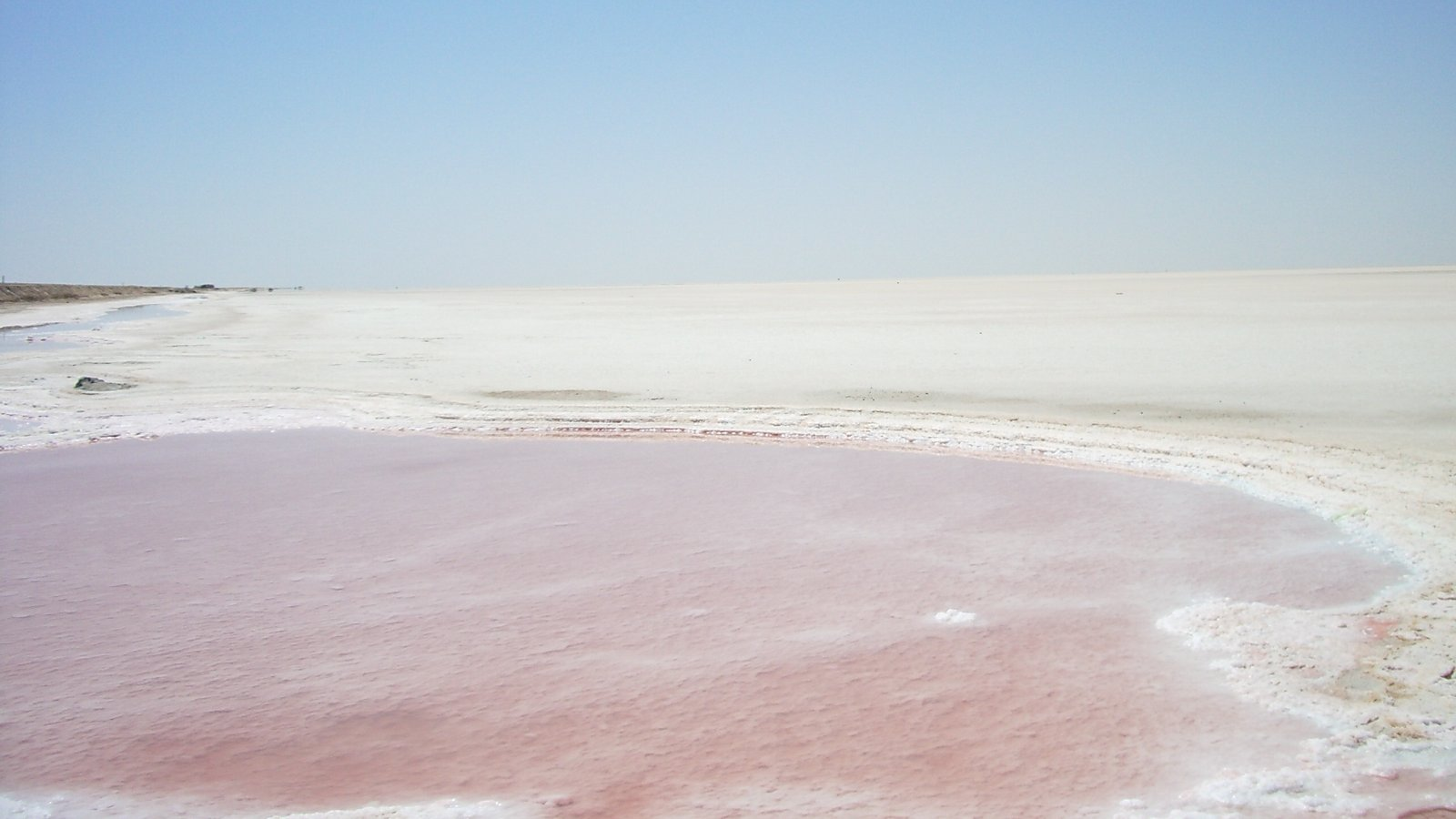
Aigua entollada per fer sal
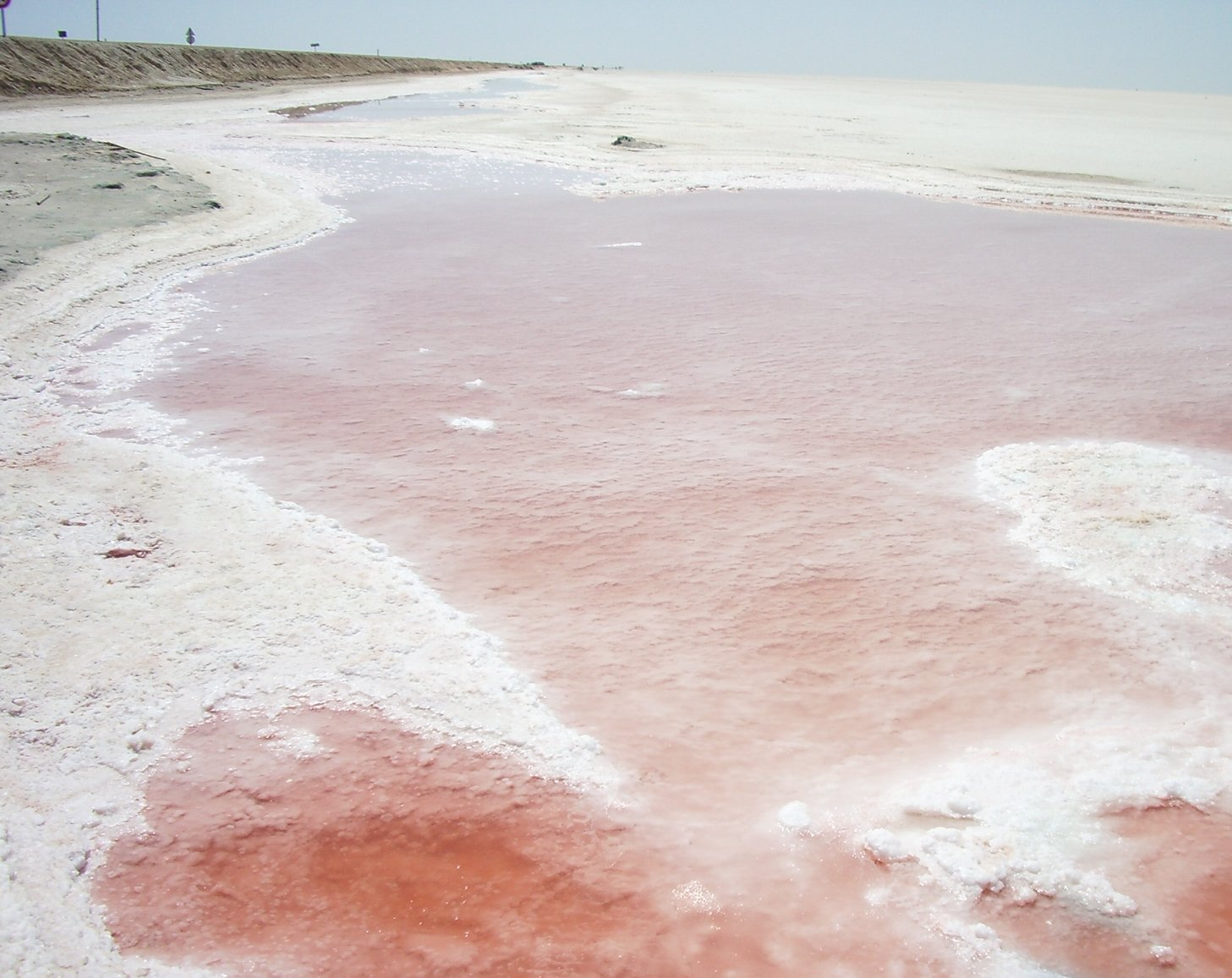
Aigua entollada per fer sal.
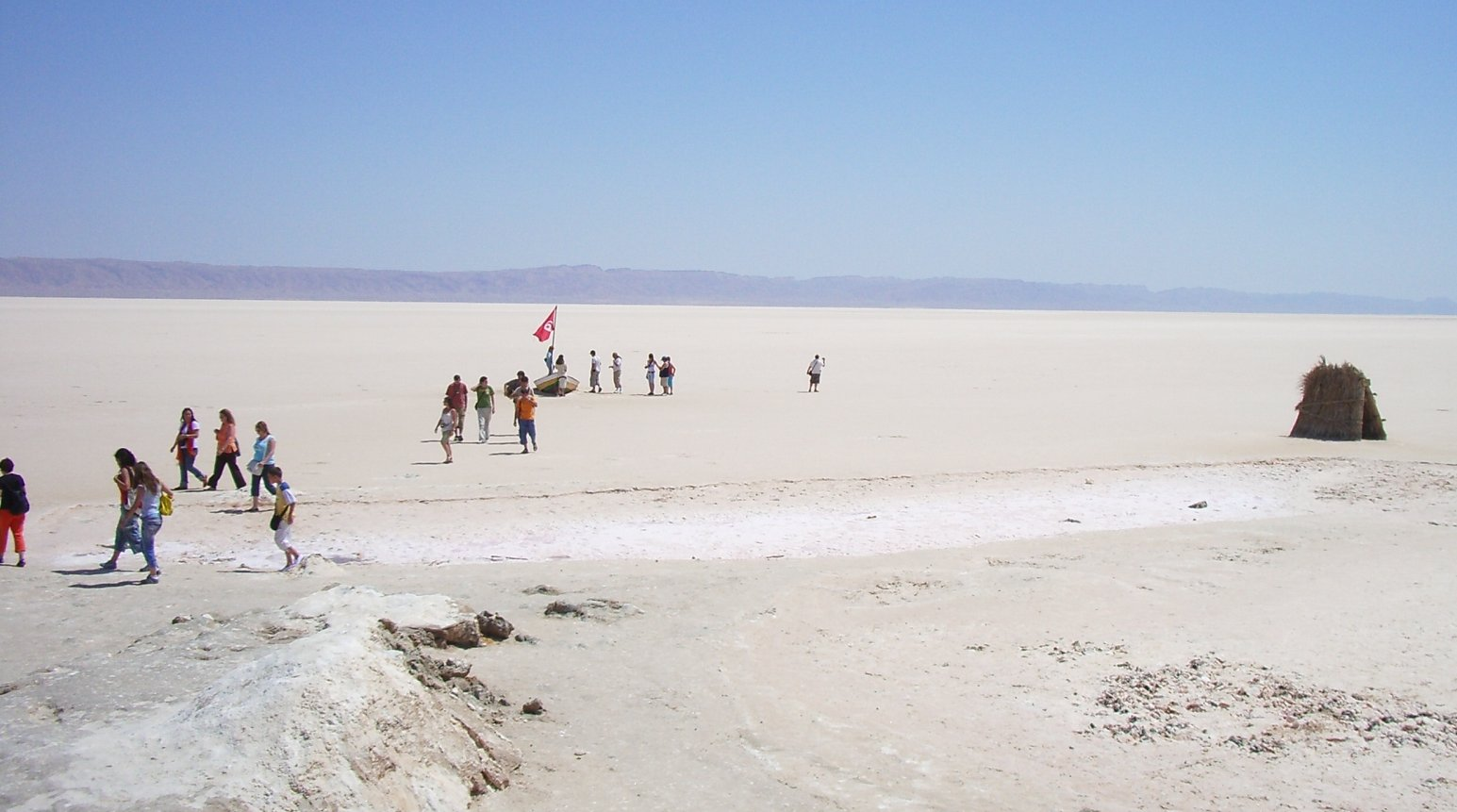
La barca dels turistes.